# Black Mountain (North Carolina)
Black Mountain is een plaats (town) in de Amerikaanse staat North Carolina, en valt bestuurlijk gezien onder Buncombe County.

## Demografie
Bij de volkstelling in 2000 werd het aantal inwoners vastgesteld op 7511.
In 2006 is het aantal inwoners door het United States Census Bureau geschat op 7667, een stijging van 156 (2,1%).

## Geografie
De plaats beslaat een oppervlakte van
16,7 km², geheel bestaande uit land. Black Mountain ligt op ongeveer 733 m boven zeeniveau.

## In populaire cultuur
Black Mountain is de centrale locatie in het boek One Second After (2009) van William R. Forstchen.

## Plaatsen in de nabije omgeving
De onderstaande figuur toont nabijgelegen plaatsen in een straal van 24 km rond Black Mountain.

## Geboren in Black Mountain (North Carolina)
- Roberta Flack (1937-2025), zangeres